# 梅策尼希
梅策尼希是德国北莱茵-威斯特法伦州的一个市镇。总面积37.92平方公里，总人口9743人，其中男性4755人，女性4988人（2011年12月31日），人口密度257人/平方公里。